# Sapium
Genre
Classification phylogénétique
Sapium est un genre de plantes à fleurs de la famille des Euphorbiaceae. Il regroupe environ 125 espèces originaires des régions tropicales essentiellement du Nouveau Monde.
Ces plantes ont été cultivées autrefois pour produire des graisses et des savons d'où leur nom de Sapium.

## Synonymes
- Carumbium Kurz
- Gymnobothrys Wall. ex Baill.
- Sapiopsis Müll.Arg.
- Seborium Raf.
- Shirakiopsis Esser
- Stillingfleetia Bojer
- Taeniosapium Müll.Arg.

## Liste d'espèces
Selon ITIS :
- Sapium caribaeum Urban
- Sapium laurifolium (A. Rich.) Griseb.
- Sapium laurocerasus Desf.

### Espèces principales
- Sapium aucuparium
- Sapium bolivianum
- Sapium biloculare
- Sapium glandulatum
- Sapium glandulosum
- Sapium haematospermum
- Sapium jamaicense
- Sapium japonicum
- Sapium laurocerasum
- Sapium longifolium
- Sapium montevidense
- Sapium sebiferum
- Sapium sellowianum
- Liste complète